# Przezskórna stymulacja nerwów

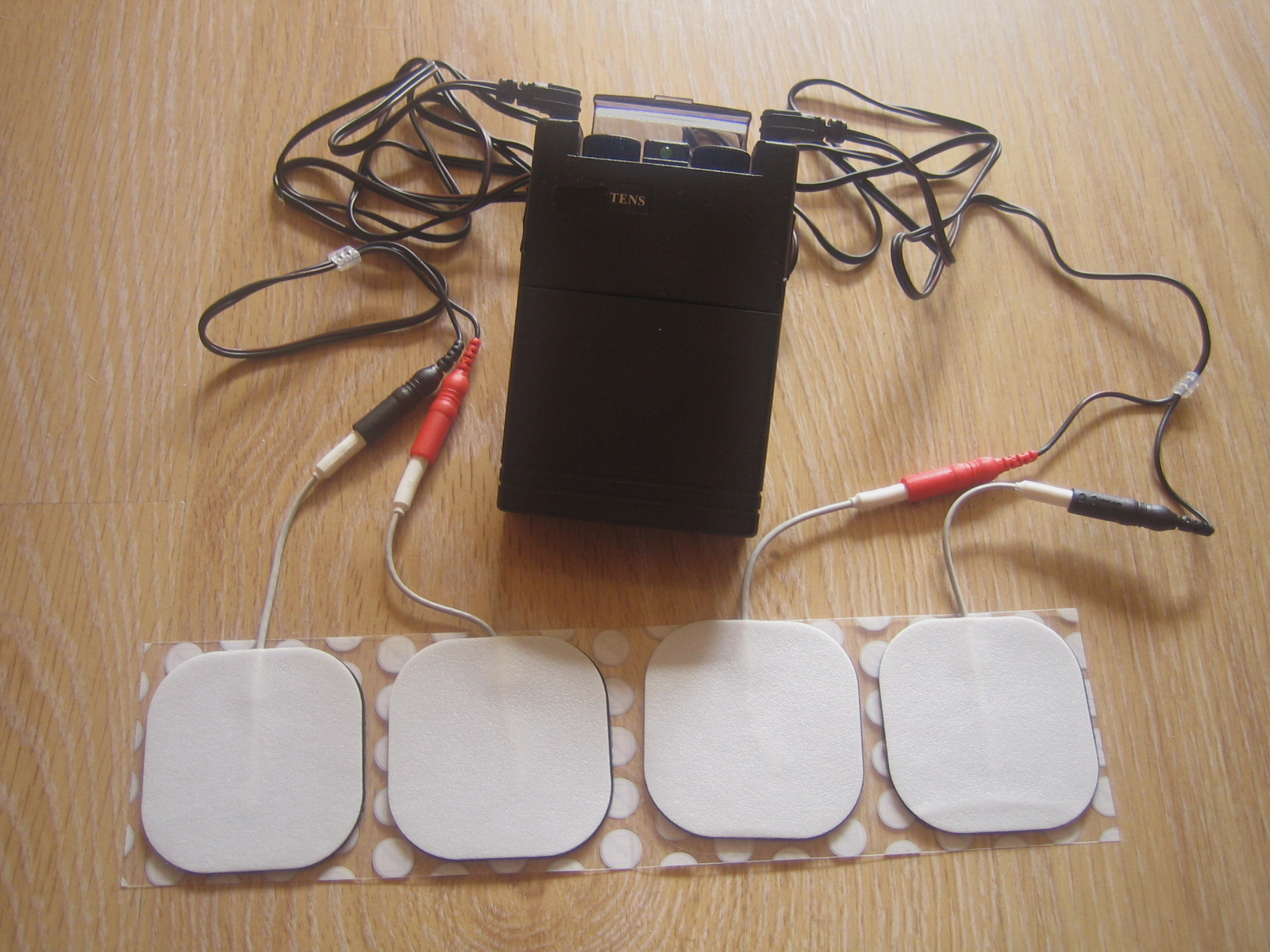
Zestaw do przezskórnej stymulacji nerwów

Przezskórna stymulacja nerwów (ang. transcutaneous electrical nerve stimulation, TENS) – metoda leczenia przewlekłych dolegliwości bólowych. Może być stosowana również w ostrym stanie choroby, gdyż nie jest wymagane ułożenie elektrod bezpośrednio w miejscu bólu.

## Odmiany stymulacji TENS
- Konwencjonalna przezskórna elektrostymulacja nerwów (konwencjonalny TENS), polegająca na stosowaniu prądu o stosunkowo dużej częstotliwości (10-200 Hz) i małym natężeniu (25-30 mA).
- Przezskórna elektrostymulacja podobna do akupunktury (APL-TENS), polegająca na stosowaniu impulsów o małej częstotliwości (0,5-8 Hz), jedno- lub dwubiegunowymi. Za pomocą małych elektrod drażni się punkty spustowe, punkty motoryczne lub punkty bólowe w tkance łącznej, często pokrywające się z punktami akupunkturowymi.
- Hiperstymulacja - TENS, polega na stosowaniu impulsów o dużej częstotliwości (10-100 Hz) i dużym natężeniu (do 100 mA) na punkty spustowe, wywołujące głęboki ból.

## Typy ułożeńelektrod
Wyróżnia się 4 typy ułożeń elektrod:
- na odpowiednim dermatomie,
- przykręgosłupowo,
- na przebiegu nerwu obwodowego,
- „na krzyż” wokół miejsca bólu.

Elektrody nie powinny być ułożone poniżej miejsca bólu. Możliwe jest ułożenie 2 lub 4 elektrod. Lepsze działanie terapeutyczne wykazuje ułożenie czteroelektrodowe ze względu na większy obszar działania. Do tego celu używa się dwóch sprzężonych ze sobą obwodów elektrycznych. Anodę układa się zazwyczaj przykręgosłupowo, a katodę na przebiegu nerwu obwodowego.